# Jingle Bells
Jingle Bells (etwa Klimpert, (ihr) Schellen; gemeint sind die Schellen am Pferdegeschirr) ist ein Winterlied, das zwischen 1850 und 1857 vom amerikanischen Komponisten James Lord Pierpont (1822–1893) (oft fälschlicherweise James S. Pierpont) unter dem Titel The One Horse Open Sleigh („offener einspänniger Pferdeschlitten“) komponiert und 1857 bei Oliver Ditson & Co. in Boston publiziert wurde.
1859 wurde das Lied erneut veröffentlicht, diesmal unter dem bis heute bekannten Namen Jingle Bells, or The One Horse Open Sleigh. Jingle Bells ist eigentlich kein Weihnachtslied, da das Weihnachtsfest im Lied nicht erwähnt wird und der Text auch sonst keinerlei weihnachtliche Bezüge aufweist. Es handelt sich vielmehr um ein Lied über Pferdeschlittenrennen von Jugendlichen.

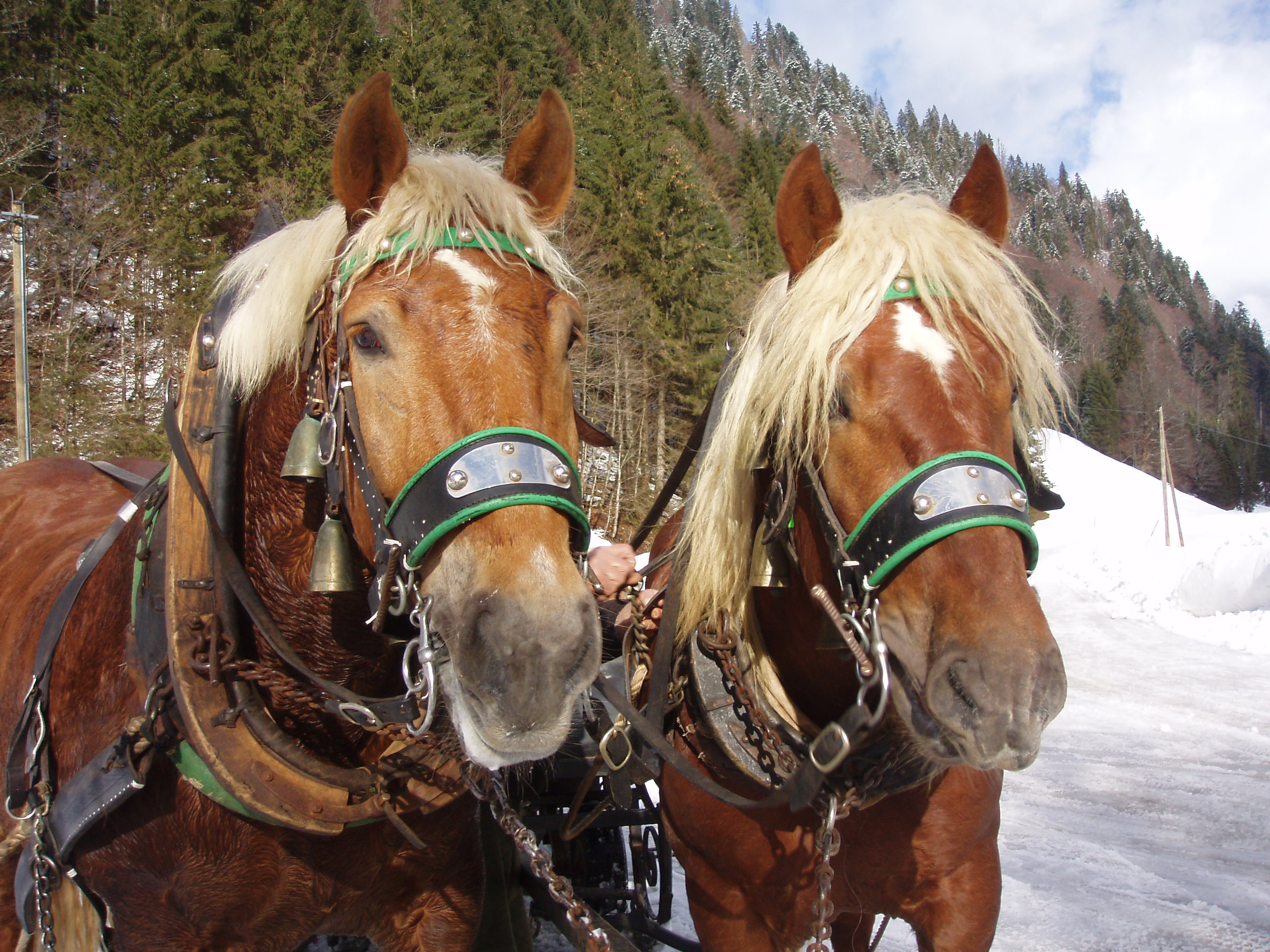
Schlittenpferde mit Geläut

mitte

## Geschichte
Zur Entstehungsgeschichte gibt es unterschiedliche Varianten, da es nicht als gesichert gilt, wo James Lord Pierpont, der ein Onkel des Milliardärs John Pierpont Morgan war, das Lied komponiert hat. Die beiden Orte Savannah (Georgia) und Medford in Massachusetts beanspruchen den Ort der Entstehung jeweils für sich.

### Medford
1851 besuchte James Pierpont Otis Watermann in Medford, die ihn in ihrem Haus auf dem einzigen Klavier der Stadt spielen ließ, das ihrem Nachbarn William Webber gehörte. Otis Watermann war die Besitzerin der Pension Seccomb Boardinghouse, der späteren Simpson-Taverne. Nachdem Pierpoint ihr das Lied vorgespielt hatte, befand Otis Watermann das Stück als „very merry little jingle“, was ihn zum späteren Titel inspiriert haben soll. Pierpont schrieb sogleich den Text über den „one-horse open sleigh“, den offenen einspännigen Pferdeschlitten, in dem junge Männer auf der eine Meile langen schneebedeckten Strecke auf der Salem Street zwischen Medfort und Malden Square um die Wette fuhren.
Über diesen Besuch berichtete 1946 Stella Howe, die Großnichte von Mary Gleason Watermann, die das Seccomb Boardinghouse weiterführte, dem Boston Globe. Ace Collins, der Autor des 2001 erschienenen Buches Stories Behind the Best-Loved Songs of Christmas, fand einen Bericht in einer Zeitung aus Neuengland aus den frühen 1840er Jahren über die Uraufführung von One Horse Open Sleigh während eines Thanksgiving-Gottesdienstes in Medford. Das Lied wurde von der Gemeinde so gut aufgenommen, dass die vortragenden Kinder zur Weihnachtsmesse erneut gebeten wurden, das Lied zu singen – seit dieser Zeit gilt das Stück als Weihnachtslied.

### Savannah

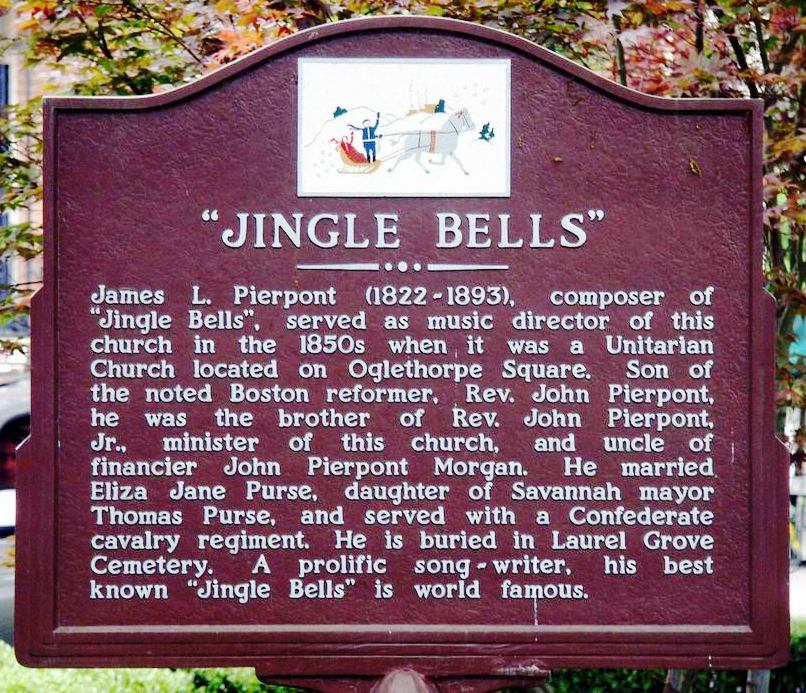
Gedenktafel in Savannah

Erst 1969 bezweifelte Milton Rahn, ein Unitarier aus Savannah in Georgia, die Medforder Version. Als 1857 auf das Lied das Urheberrecht vergeben wurde, arbeitete James Pierpont als Organist und Chorleiter an der unitarischen Kirche in Savannah, an der sein älterer Bruder John Pierpont als Pastor tätig war. James Pierpont heiratete kurz vor der Vergabe des Urheberrechts seine zweite Frau, die Tochter des Bürgermeisters von Savannah, Eliza Jane Purse. Das Haus, von dem angenommen wird, dass das Lied dort komponiert wurde, befindet sich in der Nähe der Oglethorpe Street und Whitaker Street.
Es wird angenommen, dass Pierpont das Lied ursprünglich für den Gottesdienst zum Thanksgiving-Tag komponierte und an der Sonntagsschule, an der er unterrichtete, mit den Kindern einstudierte. Die etwa 40 Kinder lernten die muntere Melodie und den eingängigen Text fast augenblicklich auswendig.
1985 errichtete die Stadt Savannah eine Gedenktafel gegenüber der Kirche, und der damalige Bürgermeister John Rousakis erklärte das Lied zu einem „Savannah Song“. Zwischen Rousakis und dem Medforder Bürgermeister Michael McGlynn entspann sich 1989 ein wenig freundlicher Briefwechsel.

## Verse und Melodie
Im Original weicht die Melodie des Refrains von der heutigen Fassung ab. Es ist nicht bekannt, wer die Änderung vornahm, eventuell wurde die Melodie im Laufe der Zeit durch die singenden Schulkinder vereinfacht. Auch der Text unterscheidet sich leicht von der heutigen Fassung. (Die Originalworte befinden sich unten in eckigen Klammern.) Die erste Strophe und der Refrain sind die am häufigsten gesungenen Teile des Liedes.
Original
Dashing through the snow in a one-horse open sleigh,

O’er the fields [hills] we go, laughing all the way.

Bells on bobtail ring, making spirits bright,

What fun it is [Oh what sport] to ride and sing a sleighing song tonight.
|: Jingle bells, jingle bells, jingle all the way.

O, what fun [joy] it is to ride in a one-horse open sleigh. :|
A day or two ago I thought I’d take a ride,

And soon Miss Fannie Bright was seated by my side.

The horse was lean and lank, misfortune seemed his lot,

He got into a drifted bank and we [we, we] got upsot.
|:Refrain:|
A day or two ago, The story I must tell

I went out on the snow, And on my back I fell;

A gent was riding by In a one-horse open sleigh,

He laughed as there I sprawling lay, But quickly drove away.
|:Refrain:|
Now the ground is white, go it while you’re young,

Take the girls tonight and sing this sleighing song.

Just get a bobtailed bay, two-forty for his speed,

Then hitch him to an open sleigh, and crack! You’ll take the lead.
|:Refrain:|
Wörtliche Übersetzung
Wir rasen durch den Schnee, in einem einspännigen offenen Pferdeschlitten,

über die Felder [Hügel] hinweg, lachen die ganzen Zeit.

Glöckchen klingen am kupierten Pferdeschweif, schaffen eine fröhliche Stimmung

Was für eine Freude ist es, heute Abend zu fahren und ein Schlittenfahrlied zu singen.
|: Klimpert, Schellen, klimpert Schellen, klimpert den ganzen Weg.

Oh welch Freude ist es, in einem einspännigen offenen Pferdeschlitten zu fahren. :|
Vor ein, zwei Tagen beschloss ich, eine Ausfahrt zu machen,

Und schon bald saß Miss Fannie Bright neben mir.

Das Pferd war mager und dünn, Unglück schien sein Los,

Es geriet in eine Schneeverwehung, und wir, wir stürzten.
|:Refrain:|
Vor ein zwei Tagen, die Geschichte muss ich erzählen

Bin ich wieder in den Schnee gegangen, und fiel auf meinen Hosenboden;

Ein Herr fuhr vorbei, in einem einspännigen offenen Pferdeschlitten,

Er lachte, als ich der Länge nach da lag, aber fuhr schnell weiter.
|:Refrain:|
Jetzt ist die Erde weiß, nutze es, solange du jung bist,

Nimm die Mädchen heute abend und sing dies Schlittenfahrlied.

Hol dir einen kupierten Braunen, der eine Meile in 2 Minuten 40 schafft,

spann ihn in einen offenen Pferdeschlitten, und zack! wirst du in Führung gehen.
|:Refrain:|

## Jingle Bells in anderen Sprachen
In Deutschland hat es 1968 eine Version des Liedes von Roy Black (mit einem Text von Werner Twardy) unter dem Titel Ein kleiner weißer Schneemann zu größerer Bekanntheit gebracht.
Eine andere deutsche Version, deren Autor unbekannt ist, lautet:
Wenn die Winterwinde weh’n, wenn die Tage schnell vergeh’n,

wenn im Schranke ganz geheimnisvoll, die bunten Päckchen steh’n,

dann beginnt die schöne Zeit, auf die jeder sich schon freut.

Und die Menschen seh’n so freundlich aus und singen weit und breit

Jingle bells, Jingle bells, klingt’s durch Eis und Schnee.

Morgen kommt der Weihnachtsmann, kommt dort von der Höh'.

Jingle bells, Jingle bells, es ist wie ein Traum.

Bald schon brennt das Lichtlein hell bei uns am Weihnachtsbaum.
- In der zweiten Staffel der britischen Comedy-Serie The Windsors singt die englische Königsfamilie anlässlich ihrer Weihnachtsfeier auf Sandringham House eine deutsche Fassung des Liedes mit dem Titel Glöckchenklang. Der Text wird dabei im Karaoke-Stil in stilisierter, vermeintlich altdeutscher Schrift eingeblendet. Damit soll offenbar auf die deutschen Wurzeln der Familie angespielt werden.

In Frankreich dichtete Francis Blanche (1919–1974) 1948 die landesweit bekannten Verse Vive le vent zur Melodie.
In der Deutschschweiz gibt es eine zürichdeutsche Textvariante über das vorweihnachtliche Guetslibacken Zimetschtern han i gärn von Andrew Bond, die 1998 erstmals publiziert wurde.

## Chartplatzierungen

### Version von Glenn Miller
| Periode   | Höchstplatzierung, GesamtwochenChartsChartplatzierungen (Periode, Platzierungen, Wochen) |
| Periode   | US                                                                                       |
| --------- | ---------------------------------------------------------------------------------------- |
| 1941/42   | US5 (2 Wo.)US                                                                            |
| Insgesamt | US5 (2 Wo.)US                                                                            |

### Version von Primo Scala
| Periode   | Höchstplatzierung, GesamtwochenChartsChartplatzierungen (Periode, Platzierungen, Wochen) |
| Periode   | US                                                                                       |
| --------- | ---------------------------------------------------------------------------------------- |
| 1948/49   | US24 (1 Wo.)US                                                                           |
| Insgesamt | US24 (1 Wo.)US                                                                           |

### Version von Les Paul
| Periode   | Höchstplatzierung, GesamtwochenChartsChartplatzierungen (Periode, Platzierungen, Wochen) |
| Periode   | US                                                                                       |
| --------- | ---------------------------------------------------------------------------------------- |
| 1951/52   | US20 (4 Wo.)US                                                                           |
| Insgesamt | US20 (4 Wo.)US                                                                           |

### Version von Frank Sinatra
| Periode   | Höchstplatzierung, GesamtwochenChartplatzierungen (Periode, Platzierungen, Wochen) | Höchstplatzierung, GesamtwochenChartplatzierungen (Periode, Platzierungen, Wochen) | Höchstplatzierung, GesamtwochenChartplatzierungen (Periode, Platzierungen, Wochen) | Höchstplatzierung, GesamtwochenChartplatzierungen (Periode, Platzierungen, Wochen) | Höchstplatzierung, GesamtwochenChartplatzierungen (Periode, Platzierungen, Wochen) |
| Periode   | DE                                                                                 | AT                                                                                 | CH                                                                                 | UK                                                                                 | US                                                                                 |
| --------- | ---------------------------------------------------------------------------------- | ---------------------------------------------------------------------------------- | ---------------------------------------------------------------------------------- | ---------------------------------------------------------------------------------- | ---------------------------------------------------------------------------------- |
| 2018/19   | DE94 (1 Wo.)DE                                                                     | —                                                                                  | —                                                                                  | —                                                                                  | —                                                                                  |
| 2019/20   | DE86 (1 Wo.)DE                                                                     | —                                                                                  | CH85 (1 Wo.)CH                                                                     | —                                                                                  | US49 (1 Wo.)US                                                                     |
| 2020/21   | DE44 (4 Wo.)DE                                                                     | AT58 (1 Wo.)AT                                                                     | —                                                                                  | —                                                                                  | US43 (1 Wo.)US                                                                     |
| 2021/22   | DE40 (4 Wo.)DE                                                                     | AT34 (4 Wo.)AT                                                                     | CH49 (1 Wo.)CH                                                                     | —                                                                                  | US33 (2 Wo.)US                                                                     |
| 2022/23   | DE33 (5 Wo.)DE                                                                     | AT31 (4 Wo.)AT                                                                     | CH32 (4 Wo.)CH                                                                     | —                                                                                  | US20 (5 Wo.)US                                                                     |
| 2023/24   | DE32 (4 Wo.)DE                                                                     | AT25 (4 Wo.)AT                                                                     | CH25 (4 Wo.)CH                                                                     | UK60 (3 Wo.)UK                                                                     | US16 (9 Wo.)US                                                                     |
| 2024/25   | DE36 (4 Wo.)DE                                                                     | AT37 (3 Wo.)AT                                                                     | CH31 (3 Wo.)CH                                                                     | UK67 (1 Wo.)UK                                                                     | US18 (3 Wo.)US                                                                     |
| Insgesamt | DE32 (23 Wo.)DE                                                                    | AT25 (16 Wo.)AT                                                                    | CH25 (13 Wo.)CH                                                                    | UK60 (4 Wo.)UK                                                                     | US16 (18 Wo.)US                                                                    |

### Version von Perry Como
| Periode   | Höchstplatzierung, GesamtwochenChartsChartplatzierungen (Periode, Platzierungen, Wochen) |
| Periode   | US                                                                                       |
| --------- | ---------------------------------------------------------------------------------------- |
| 1957/58   | US74 (2 Wo.)US                                                                           |
| Insgesamt | US74 (2 Wo.)US                                                                           |

### Version von Peter Alexander(Jingle Bells (Schlittenfahrt))
| Periode   | Höchstplatzierung, GesamtwochenChartsChartplatzierungen (Periode, Platzierungen, Wochen) |
| Periode   | DE                                                                                       |
| --------- | ---------------------------------------------------------------------------------------- |
| 1965/66   | DE38 (2 Wo.)DE                                                                           |
| Insgesamt | DE38 (2 Wo.)DE                                                                           |

### Version von Judge Dread
| Periode   | Höchstplatzierung, GesamtwochenChartsChartplatzierungen (Periode, Platzierungen, Wochen) |
| Periode   | UK                                                                                       |
| --------- | ---------------------------------------------------------------------------------------- |
| 1978/79   | UK64 (3 Wo.)UK                                                                           |
| Insgesamt | UK64 (3 Wo.)UK                                                                           |

### Version von Hysterics(Jingle Bells (Laughing all the Way))
| Periode   | Höchstplatzierung, GesamtwochenChartsChartplatzierungen (Periode, Platzierungen, Wochen) |
| Periode   | UK                                                                                       |
| --------- | ---------------------------------------------------------------------------------------- |
| 1981/82   | UK44 (5 Wo.)UK                                                                           |
| Insgesamt | UK44 (5 Wo.)UK                                                                           |

### Version von Yello
| Periode   | Höchstplatzierung, GesamtwochenChartsChartplatzierungen (Periode, Platzierungen, Wochen) |
| Periode   | CH                                                                                       |
| --------- | ---------------------------------------------------------------------------------------- |
| 1995/96   | CH34 (5 Wo.)CH                                                                           |
| Insgesamt | CH34 (5 Wo.)CH                                                                           |

### Version von Johann K.
| Periode   | Höchstplatzierung, GesamtwochenChartsChartplatzierungen (Periode, Platzierungen, Wochen) |
| Periode   | AT                                                                                       |
| --------- | ---------------------------------------------------------------------------------------- |
| 2003/04   | AT11 (6 Wo.)AT                                                                           |
| Insgesamt | AT11 (6 Wo.)AT                                                                           |

### Version von Crazy Frog
| Periode   | Höchstplatzierung, GesamtwochenChartsChartplatzierungen (Periode, Platzierungen, Wochen) |
| Periode   | UK                                                                                       |
| --------- | ---------------------------------------------------------------------------------------- |
| 2005/06   | UK5 (5 Wo.)UK                                                                            |
| Insgesamt | UK5 (5 Wo.)UK                                                                            |

### Version von Basshunter
| Periode   | Höchstplatzierung, GesamtwochenChartsChartplatzierungen (Periode, Platzierungen, Wochen) |
| Periode   | UK                                                                                       |
| --------- | ---------------------------------------------------------------------------------------- |
| 2008/09   | UK35 (4 Wo.)UK                                                                           |
| Insgesamt | UK35 (4 Wo.)UK                                                                           |

### Version von Sam Ryder
| Periode   | Höchstplatzierung, GesamtwochenChartsChartplatzierungen (Periode, Platzierungen, Wochen) |
| Periode   | UK                                                                                       |
| --------- | ---------------------------------------------------------------------------------------- |
| 2022/23   | UK41 (4 Wo.)UK                                                                           |
| Insgesamt | UK41 (4 Wo.)UK                                                                           |

### Version von Meghan Trainor
| Periode   | Höchstplatzierung, GesamtwochenChartplatzierungen (Periode, Platzierungen, Wochen) | Höchstplatzierung, GesamtwochenChartplatzierungen (Periode, Platzierungen, Wochen) |
| Periode   | UK                                                                                 | US                                                                                 |
| --------- | ---------------------------------------------------------------------------------- | ---------------------------------------------------------------------------------- |
| 2023/24   | UK48 (4 Wo.)UK                                                                     | US78 (2 Wo.)US                                                                     |
| 2024/25   | —                                                                                  | US80 (2 Wo.)US                                                                     |
| Insgesamt | UK48 (4 Wo.)UK                                                                     | US78 (4 Wo.)US                                                                     |

## Jingle Bells im Weltraum
Jingle Bells war das erste Lied, das aus dem Weltraum übertragen wurde. Am 16. Dezember 1965 erlaubten sich die Gemini-6-Astronauten Tom Stafford und Wally Schirra einen Scherz mit der Boden-Kontrollstation. Sie berichteten:
„We have an object, looks like a satellite going from north to south, probably in polar orbit … I see a command module and eight smaller modules in front. The pilot of the command module is wearing a red suit.“
(Wir haben ein Objekt, das aussieht wie ein Satellit, der von Norden nach Süden wandert, wahrscheinlich im polaren Orbit … Ich sehe ein Kommandomodul und acht kleinere Module davor. Der Pilot des Kommandomoduls trägt einen roten Anzug)
Die Astronauten holten daraufhin eine heimlich mitgenommene Mundharmonika und ein Schellenband hervor und übertrugen ihre Darbietung des Liedes Jingle Bells. Die Mundharmonika und das Schellenband waren die ersten Musikinstrumente, die im Weltraum gespielt wurden. Sie befinden sich heute im National Air and Space Museum der Smithsonian Institution.